# Национальный памятник (Ирландия)

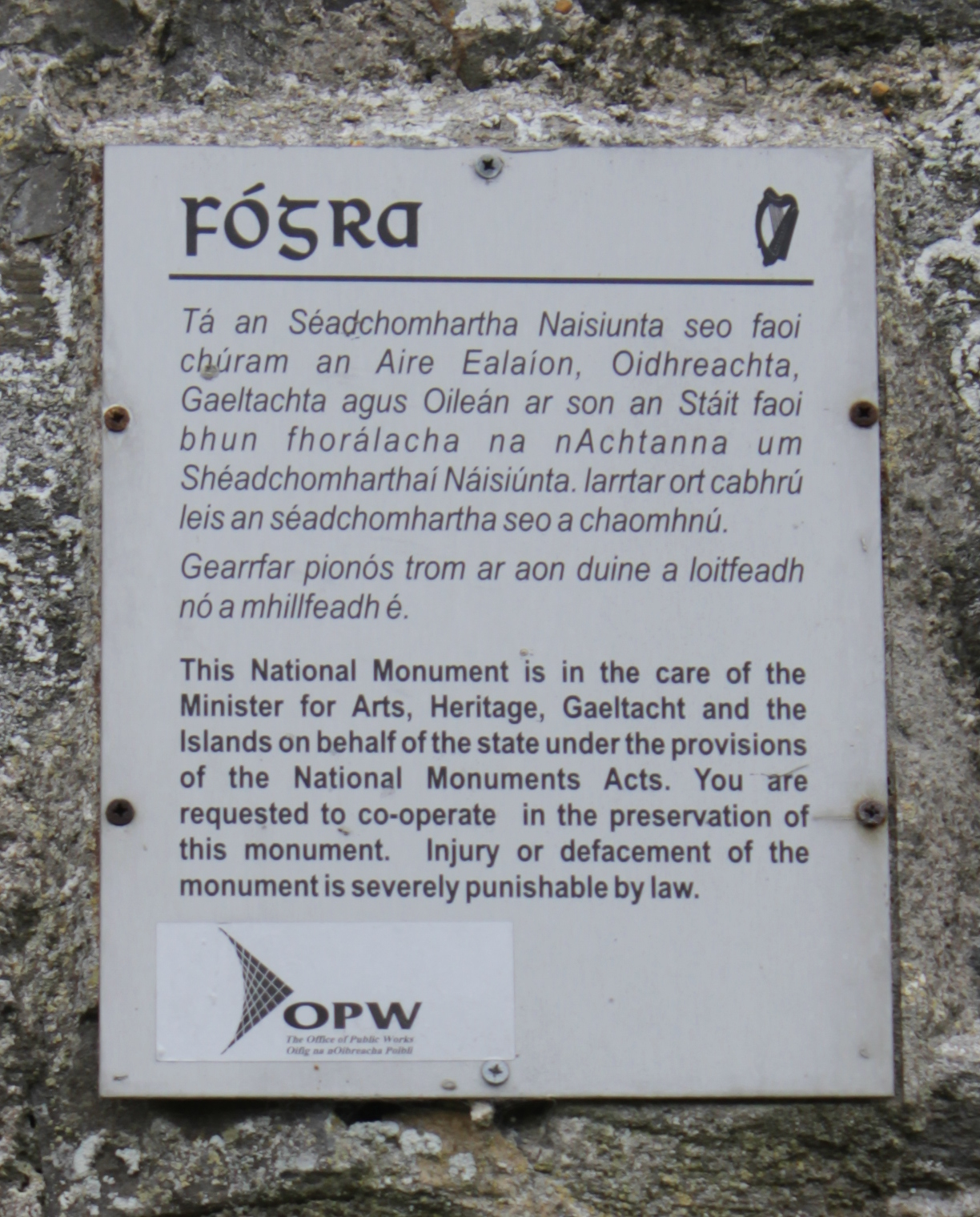
Фото стандартной информационной таблички, размещаемой на национальных памятниках Ирландии

Национальный памятник (англ. National Monument) Ирландии — место или здание в Ирландии, которое признано объектом государственной важности и находится под защитой государства. В случае необходимости этот статус может получить и земельный участок, на котором расположен национальный памятник.

## Нормативно-правовая база по охране памятников
Национальные памятники Ирландии находятся в ведении Национальной службы памятников, которая в настоящее время является подразделением Министерства искусств, наследия и гэлтахтов Ирландии. Официальный статус «национальный памятник» присваивается объектам в соответствии с Национальным законом о памятниках (англ. National Monuments Acts 1930 to 2004).
Первым правовым актом по защите памятников старины в Ирландии был Закон об охране древних памятников 1882 года, после создания ирландского независимого государства был принят новый закон — Закон о национальных памятниках 1930 года (англ. National Monuments Act of 1930). Список национальных памятников был расширен, к 2010 году в стране насчитывалось около 1000 памятников в государственной собственности или под защитой государства, хотя этот перечень составляет лишь небольшую часть выявленного археологического наследия Ирландии
. Каждый национальный памятник Ирландии имеет индивидуальный номер (например, скала Кашел является национальный памятником № 128 , Ньюгрейндж -№ 147 и т. д.), при этом памятник с одним номером может представлять собой набор объектов, как, например, скала Кашел.
Последний правовой акт по защите памятников — National Monuments (Amendment) Act 2004 года — включает в себя положение о возможности частичного или полного разрушения национальных памятников с санкции правительства, если такое уничтожение производится в «общественных интересах». Согласно сообщениям СМИ, это положение было принято для облегчения дорожного движения, в частности, для того чтобы снести руины национального памятника — замка Каррикмайнс для постройки участка автомагистрали М50.